# Reiichi Ikegami
Reiichi Ikegami (født 12. juli 1983) er en tidligere japansk fodboldspiller.
Han har spillet for flere forskellige klubber i sin karriere, herunder FC Tokyo og FC Gifu.